# Thaia oryzivora
Thaia oryzivora är en insektsart som beskrevs av Ghauri 1962. Thaia oryzivora ingår i släktet Thaia och familjen dvärgstritar. Inga underarter finns listade i Catalogue of Life.